# Bernardyńska Woda
Bernardyńska Woda, zwana inaczej Fosą – sztuczny zbiornik wodny na warszawskiej Sadybie wzdłuż ulicy Idzikowskiego (która biegnie po jej północnej stronie), między ulicą Powsińską a ulicą Sobieskiego. Od strony ul. Powsińskiej fosę zamyka Willa Podgórskich, a od strony zachodniej fosa przecięta jest przez aleję Wincentego Witosa. Od południowej strony wzdłuż fosy biegnie ulica Przy Bernardyńskiej Wodzie.

## Hydrografia
Długość fosy to 580 m, szerokość 5–20 m, powierzchnia lustra wody – 0,9533 ha i wysokość – 82,9 m n.p.m.
W wyniku badań przeprowadzonych w latach 2000–2002 stwierdzono, że stan wody waha się w granicach 51 cm. Najwyższe stany wody związane są z wiosennymi roztopami, najniższe – w bezdeszczowych miesiącach letnich. W trakcie okresu pomiarowego woda w zbiorniku nie występowała w nim permanentnie. Zaobserwowano brak wody w miesiącach letnich. Zbiornik zasilany jest przez opady. Zaobserwowano ponadto, że niższe stany były związane z zimową retencją opadu w formie pokrywy śnieżnej. Bernardyńska Woda nie posiada powierzchniowego dopływu ani odpływu.
Podsumowując powyższe badania stwierdzono: „Zbiornik Bernardyńska Woda może zostać utrzymany przy zastosowaniu technik uszczelniających dno i sztucznym doprowadzeniu wody. Drugim rozwiązaniem jest sztuczne pogłębienie tego zbiornika. W przypadku niepodjęcia niezbędnych badań i prac zbiornik w krótkim czasie ulegnie samoistnemu zanikowi.”
Bernardyńska Woda jest przedłużeniem fosy Fortu Piłsudskiego znajdującej się wzdłuż zachodniej części ulicy Idzikowskiego (po zachodniej stronie ul. Sobieskiego). Stan wody obu fos jest skorelowany. Nie zaobserwowano wpływu wahań wody Wisły na stan wody Bernardyńskiej Wody.
Obecnie zbiornik na całej długości jest porośnięty trzciną.

## Pochodzenie nazwy
Nazwa fosy pochodzi od pobliskiego klasztoru Bernardynów przy kościele św. Antoniego z Padwy przy ul. Czerniakowskiej 2/4.

## Historia
Zbiornik oraz część biegnącego wzdłuż niego nasypu są pozostałością byłych fortyfikacji Fortu Piłsudskiego z XIX w.
W 1891 roku inżynier Henryk Huss i Wiktor Magnus, specjalista od parcelacji, założyli spółkę w celu budowy kolejki do Wilanowa. Wilanowska Kolej Wąskotorowa została uruchomiona w roku 1892, jej tory biegły wzdłuż Bernardyńskiej Wody (od południowej strony, tam, gdzie dziś biegnie ulica Przy Bernardyńskiej Wodzie) do ul. Powsińskiej. Wilanów na przełomie wieków był celem niedzielnych wycieczek warszawiaków. Od 1894 r. wygodna kolejka wąskotorowa woziła wycieczkowiczów z Placu Unii Lubelskiej ul. Powsińską przez Wilanów i Konstancin do Piaseczna. Ostatnie fragmenty torów wzdłuż Bernardyńskiej Wody zdemontowano w latach 60. XX w.

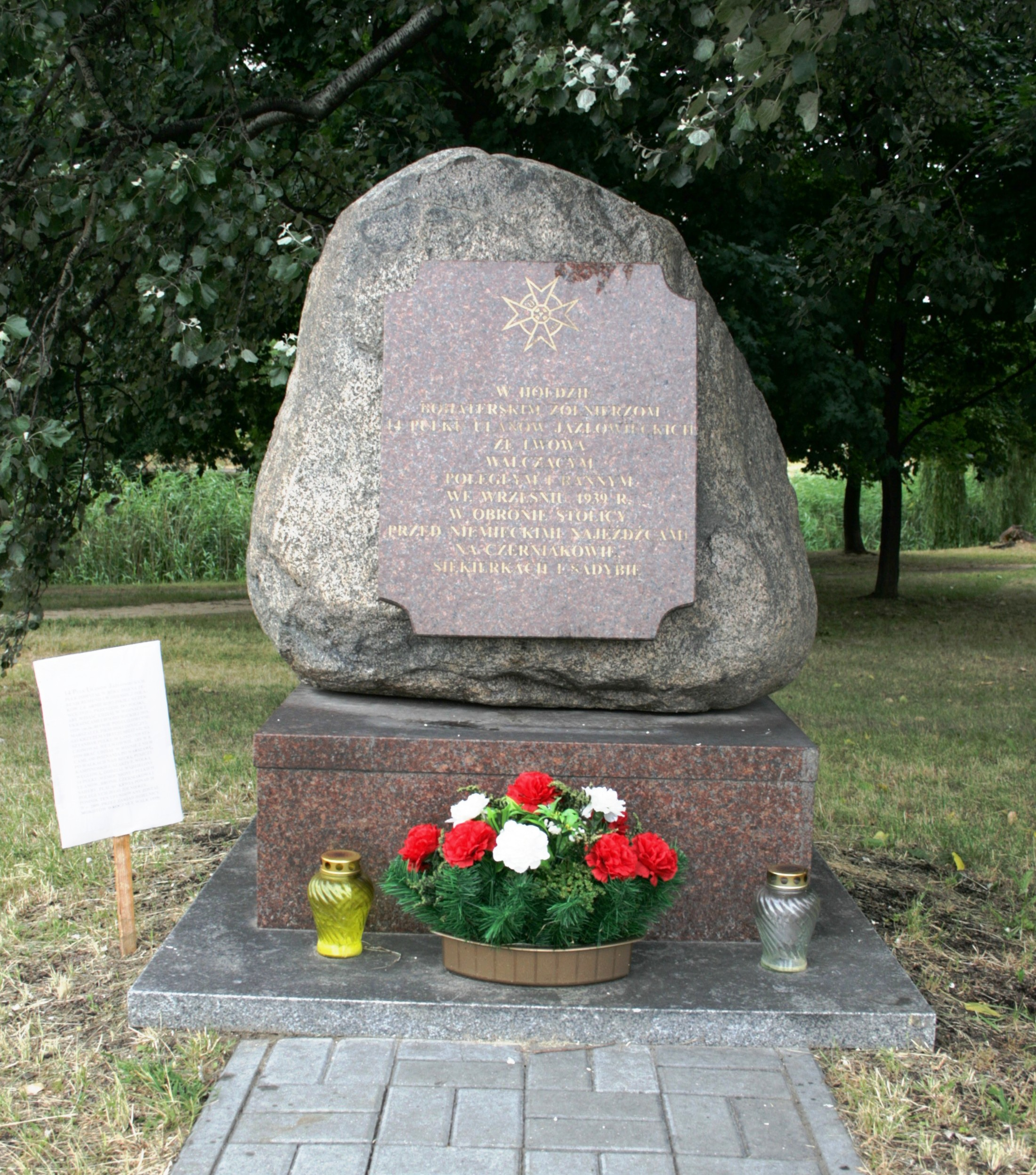
Kamień poświęcony walkom 14 Pułku Ułanów Jazłowieckich w 1939 roku

We wrześniu 1939 roku w rejonie Czerniakowa i Sadyby Oddział Wydzielony 14 Pułku Ułanów Jazłowieckich wzmocniony 6 Pułkiem Ułanów Kaniowskich bronił Warszawy od południa. Dowództwo Oddziału Wydzielonego stacjonowało w tym czasie w Willi Podgórskich przy ul. Powsińskiej 104. W walkach tych poległo ponad 20 ułanów. W 2009 roku – w 70. rocznicę walk – nad Bernardyńską Wodą (od strony skrzyżowania ul. Powsińskiej i Idzikowskiego) odsłonięto kamień z tablicą pamiątkową ufundowany przez Zarząd Dzielnicy Warszawa Mokotów.
Jeszcze w latach 50. i 60. XX w. kanał był zagospodarowany, można było w nim pływać oraz wypożyczać kajaki. W końcu lat 60. przeprowadzono nieudaną rewitalizację kanału. Wodę wypompowano, a dno zostało oczyszczone i nieco pogłębione w ramach przymusowego „czynu społecznego” przez mokotowskich licealistów. Po tej rewitalizacji poziom wody nie wrócił do poprzedniego stanu i od tego czasu kanał jest zbiornikiem bardzo płytkim, okresowo wysychającym.
W wyniku budowy alei Wincentego Witosa zachodnia część fosy została skrócona o kilkadziesiąt metrów.
Obecna (z 2010) koncepcja przebudowy ciągu ulic Witosa-Sikorskiego-Dolina Służewiecka zakłada utrzymanie ciągu przyrodniczego związanego z fosą wzdłuż ul. Idzikowskiego - jako terenu parkowego oraz odtworzenie dopływu wód do Fosy Bernardyńskiej (ze strony fosy Fortu Czerniakowskiego).

## Pozostałe informacje
Wzdłuż fosy fortecznej istnieje drugi nasyp przykrywający kolektory infrastruktury technicznej miasta.
Przy Bernardyńskiej Wodzie znajdowała się automatyczna stacja pomiarowa jakości powietrza dokonująca pomiarów stężenia dwutlenku siarki i pyłów.